# Wat Sri Sawai

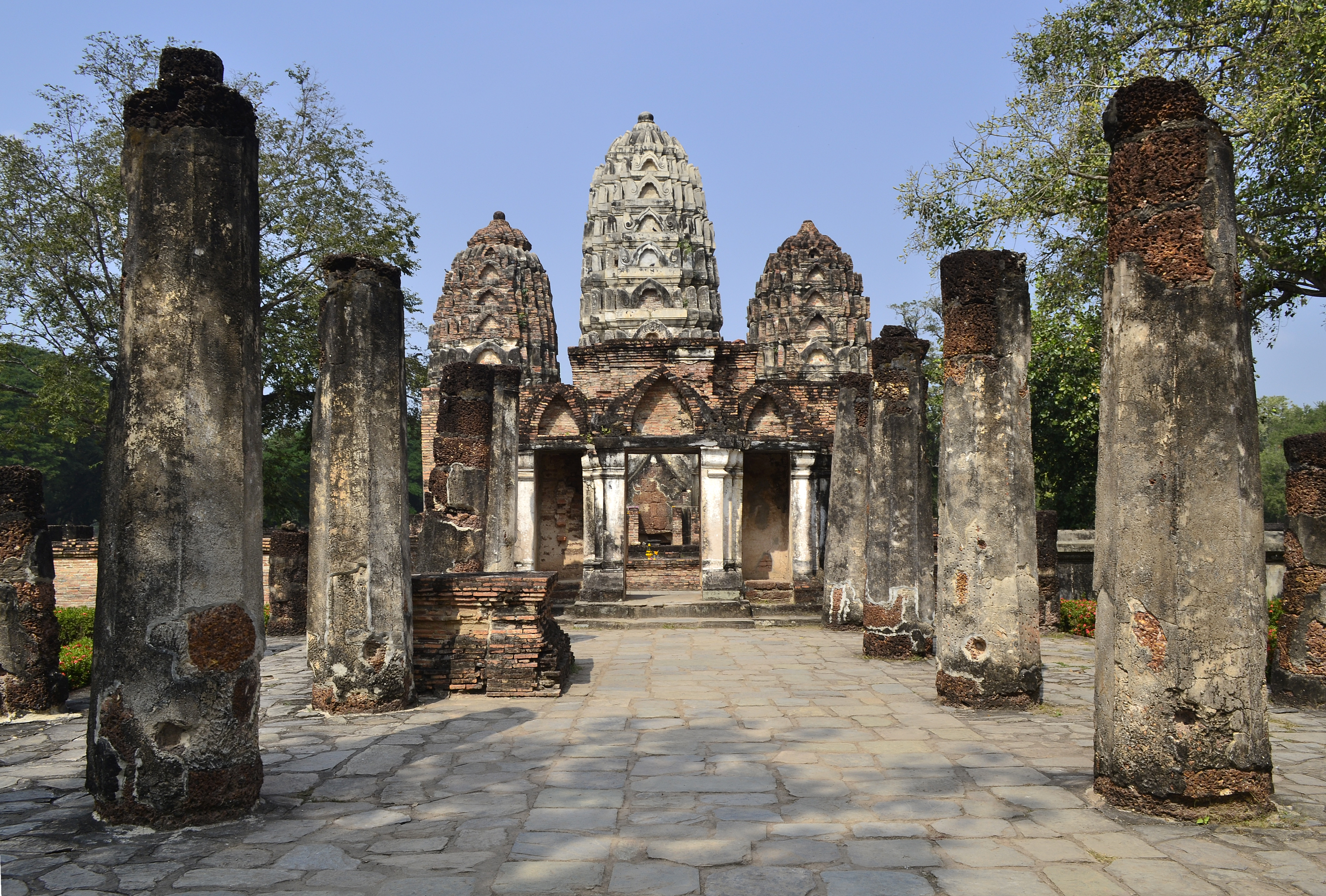
Wat Sri Sawai

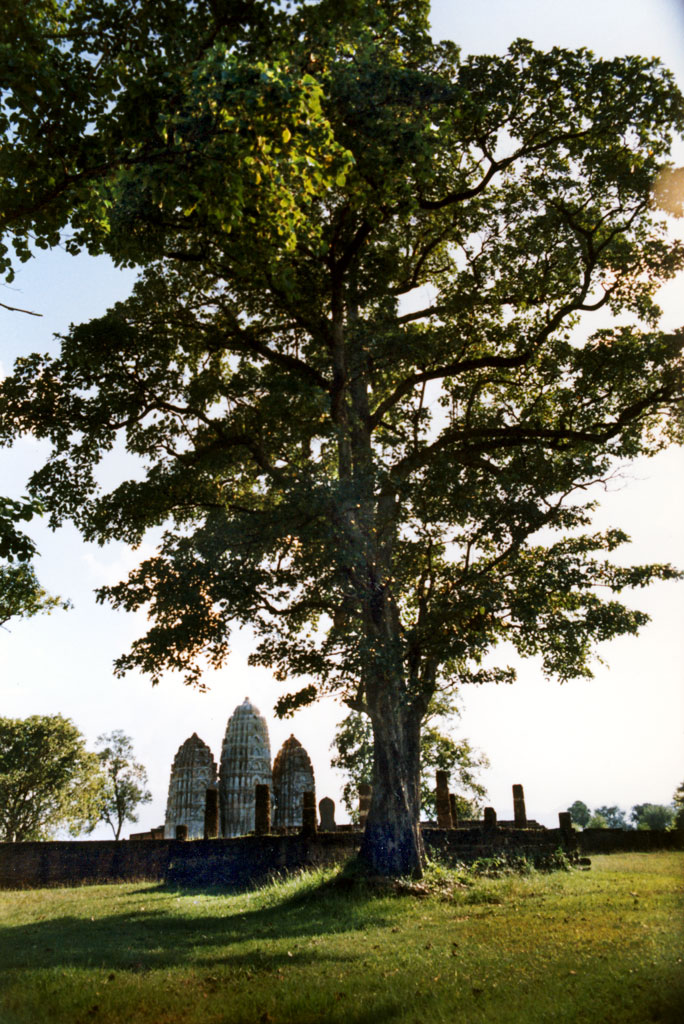
Wat Si Sawai

Der Wat Sri Sawai (thailändisch วัดศรีสวาย) ist eine buddhistische Tempelanlage (Wat) im Geschichtspark Sukhothai in der Provinz Sukhothai. Der spätere König Vajiravudh (Rama VI.) fand auf seinen Reisen als Kronprinz im Jahr 1907 hier eine hinduistische Figur des Shiva (Sayomphu).

## Lage
Wat Sri Sawai liegt etwa 300 Meter südwestlich des Haupttempels Wat Mahathat.

## Baugeschichte
Wat Sri Sawai wurde im ausgehenden 12. oder Anfang des 13. Jahrhunderts gegründet. Der Bau blieb unvollendet und wurde erst im 15. Jahrhundert wieder aufgenommen.
Wat Sri Sawai weist drei recht gut erhaltene Prang (auch: Prasat – Turm) auf, die zunächst in Lateritbauweise ausgeführt wurden und von einer zweifachen Umwallung und einem Wassergraben eingeschlossen sind. Die unteren Teile stammen offenbar von den Khmer, während die oberen von Thai-Baumeistern in Backstein und Stuck erweitert oder renoviert worden sind. Der mittlere Prang ist im Lopburi- oder Hindu-Stil gehalten.
Jeder Prasat enthält eine Cella und einen Sockel, der einem Hindu-Heiligtum, möglicherweise einem Linga, als Podest diente. Unter den Prasats befinden sich Krypten, zu denen Treppen hinabführen. Von den Stuckarbeiten der Dächer der Türme sowie der Vorhalle des großen Mittelturmes sind heute nur noch wenige erhalten.
Später wurde an das Vestibül des Zentralanbaus ein Bot angefügt worden, der innerhalb der rechteckigen Umwallung stand. Ein sehr ansprechend gearbeiteter Torbau teilte ihn von einem außen liegenden Vihan ab.

## Sehenswürdigkeiten
Wat Sri Sawai ist insofern ungewöhnlich, als es sich um ein ehemals brahmanisches Heiligtum handelt. Später wurde es den Bedürfnissen des buddhistischen Glaubens angepasst.

### Detailaufnahmen des Prang

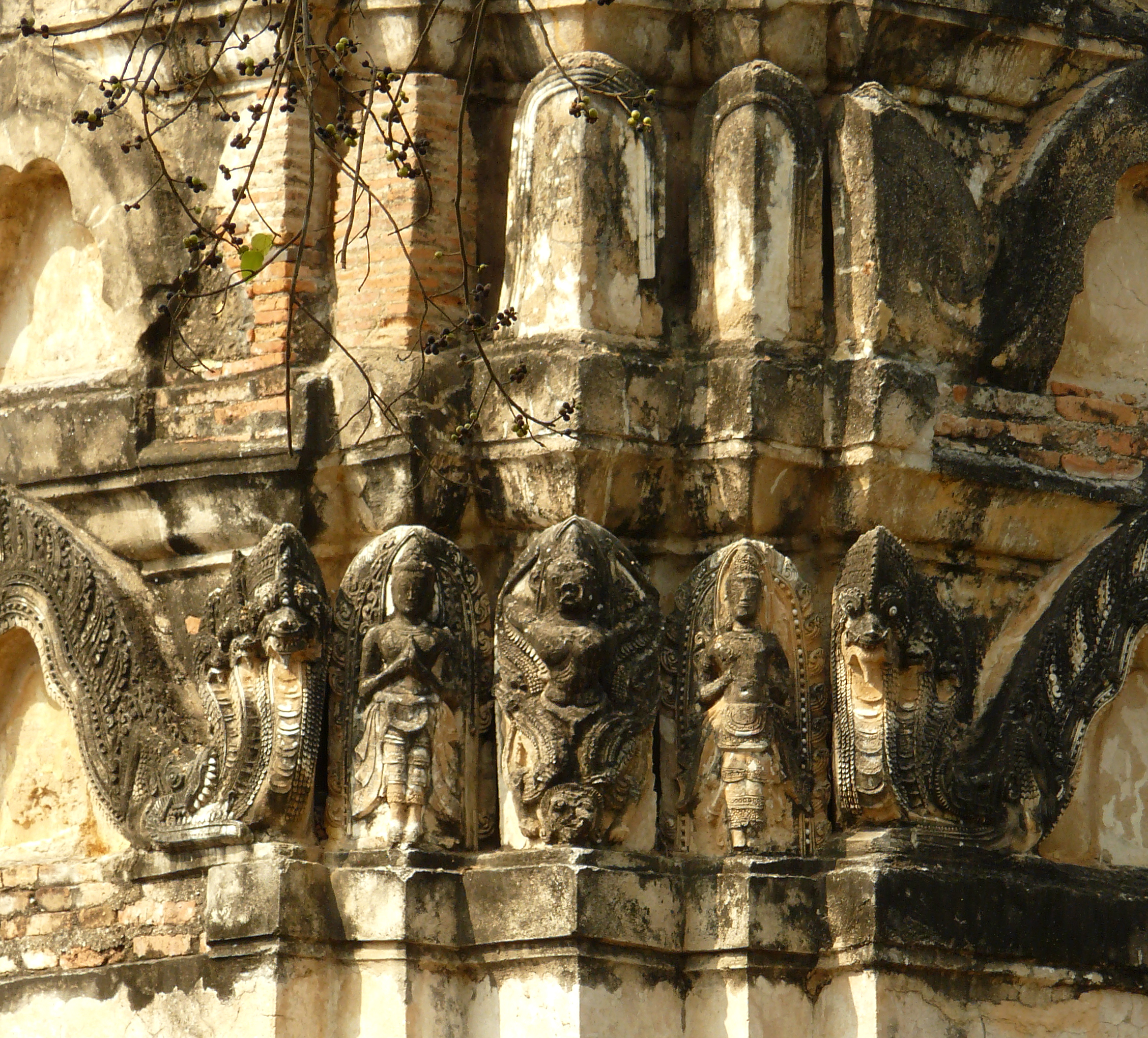
Detail am Prang: Makara mit Naga, Deva und Garuda
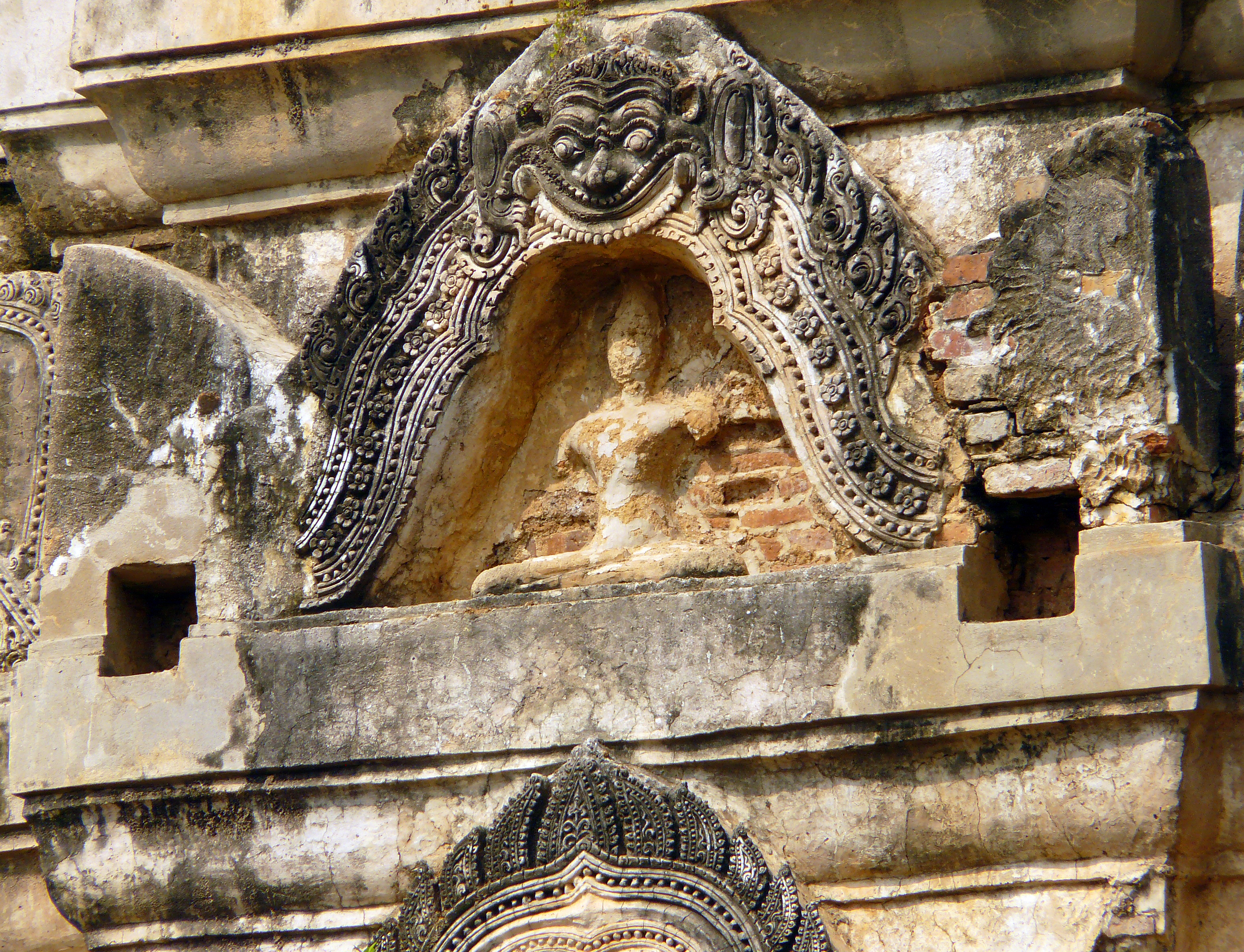
Detail am Prang: Kala (Rahu) über Buddha-Statue
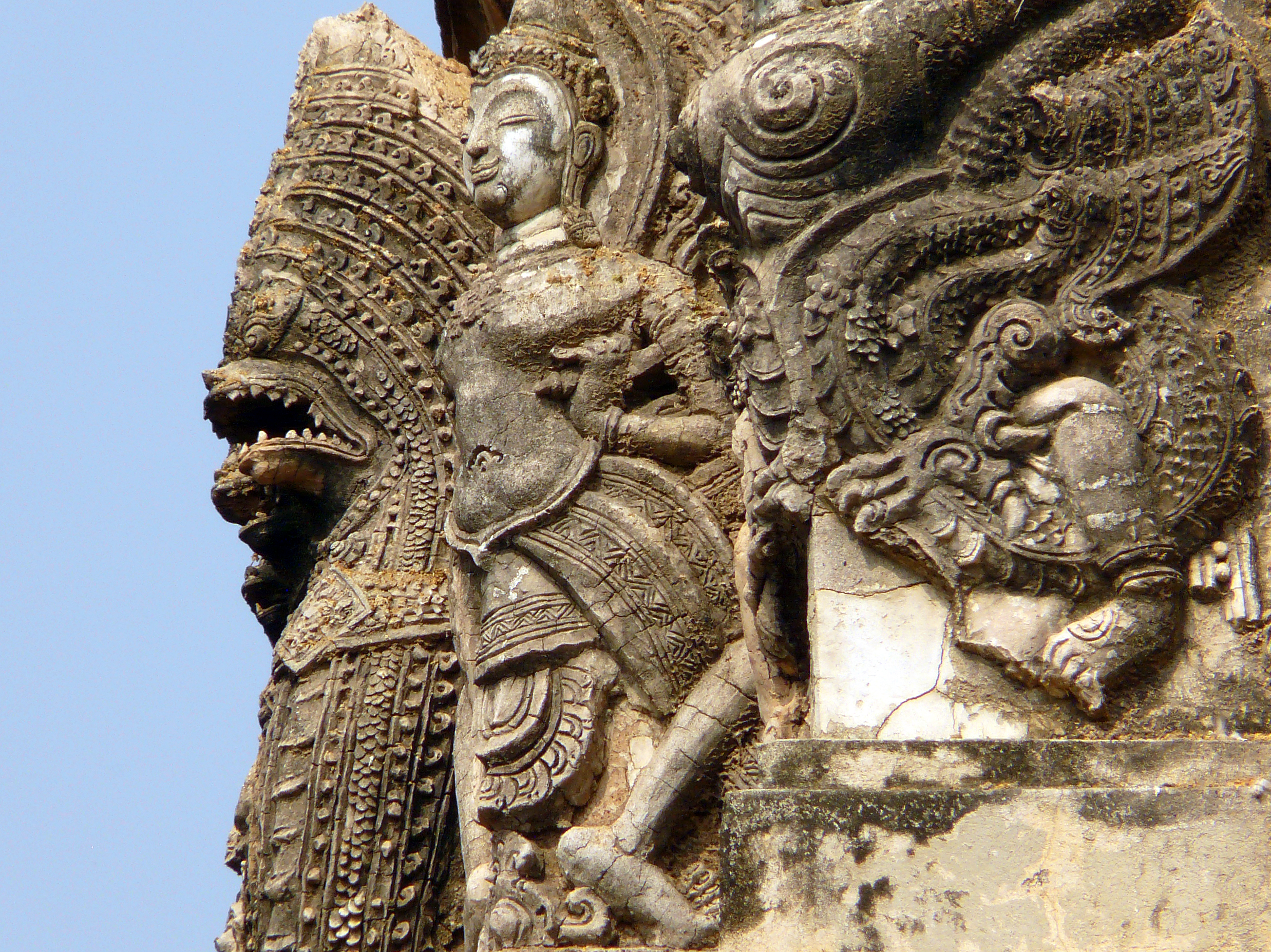
Detail am Prang: Naga und Deva